# Теорема Понтрягина — Куратовского
Теорема Понтрягина — Куратовского, или теорема Куратовского, — теорема в теории графов, дающая необходимое и достаточное условие планарности графа.
Имеет эквивалентную формулировку на языке миноров, так называемую теорему Вагнера.
Теорема утверждает, что графы K5 (полный граф на 5 вершинах) и K3,3 (полный двудольный граф имеющий по 3 вершины в каждой доле) являются единственными минимальными непланарными графами.

## История
Была доказана в 1930 году польским математиком Казимиром Куратовским и в 1927 году советским математиком Львом Семёновичем Понтрягиным, который не опубликовал своё доказательство.

## Предварительные определения
Граф называется планарным, если его можно изобразить на двумерной плоскости так, чтобы его ребра попарно не пересекались.
Граф {\displaystyle G'} называется подразбиением графа {\displaystyle G}, если {\displaystyle G'} можно получить из {\displaystyle G} добавлением вершин на его рёбра.

## Формулировка
Граф планарен тогда и только тогда, когда он не содержит подразделений полного графа с пятью вершинами (K5) и полного двудольного графа с тремя вершинами в каждой доле (K3,3).
Свойство 'граф {\displaystyle G} содержит подграф, гомеоморфный графу {\displaystyle H}' будем сокращенно записывать в виде '{\displaystyle G\supset H}'. Удаление ребра '{\displaystyle G-e}', стягивание ребра '{\displaystyle G/e}' и удаление вершины '{\displaystyle G-x}'.
Достаточность в теореме Куратовского доказывается индукцией по количеству ребер в графе. Шаг индукции следует из Утверждения, поскольку если {\displaystyle G-e\supset K_{5}} или {\displaystyle G-e\supset K_{3,3}} или {\displaystyle G/e\supset K_{5}} или {\displaystyle G/e\supset K_{3,3}} для некоторого ребра e графа {\displaystyle G}, то {\displaystyle G\supset K_{5}} или {\displaystyle G\supset K_{3,3}}. ‘Для {\displaystyle G-e}’ утверждение очевидно. Если {\displaystyle G/xy\supset K_{3,3}}, то {\displaystyle G\supset K_{3,3}}, а если {\displaystyle G/xy\supset K_{5}}, то {\displaystyle G\supset K_{5}} или {\displaystyle G\supset K_{3,3}}.
Если связный граф {\displaystyle G} не изоморфен ни {\displaystyle K_{5}}, ни {\displaystyle K_{3,3}}, и для любого ребра {\displaystyle e} графа {\displaystyle G} оба графа {\displaystyle G-e} и {\displaystyle G/e} планарны, то {\displaystyle G} планарен.
Лемма о графах Куратовского
Для произвольного графа {\displaystyle K} следующие три условия равносильны:
1. Для любого ребра xy графа {\displaystyle K} граф {\displaystyle K-x-y} не содержит θ-графа, и из каждой вершины графа {\displaystyle K-x-y} выходит не менее двух ребер.
2. Для любого ребра xy графа {\displaystyle K} граф {\displaystyle K-x-y} является циклом (содержащим {\displaystyle n\geq 3} вершин).
3. {\displaystyle K} изоморфен {\displaystyle K_{5}} или {\displaystyle K_{3,3}}.

Так как {\displaystyle G} не изоморфен ни {\displaystyle K_{5}}, ни {\displaystyle K_{3,3}}, то по лемме о графах Куратовского существует ребро {\displaystyle e=(xy)} графа {\displaystyle G}, для которого в графе {\displaystyle G-x-y} найдется либо вершина степени меньше 2 (в {\displaystyle G-x-y}), либо θ-подграф.
Если в графе {\displaystyle G} из некоторой вершины выходит одно или два его ребра, то при стягивании одного из них получается планарный граф, значит, и граф G планарен. Поэтому далее будем считать, что из каждой вершины графа G выходит не менее трех его ребер.
Поэтому в графе {\displaystyle G-x-y} нет изолированных вершин, и если есть висячая вершина p, то она соединена и с x, и с y в графе {\displaystyle G}. Нарисуем граф {\displaystyle G-(xy)} на плоскости без самопересечений. Так как в графе {\displaystyle G} из p выходит три ребра, то 'с одной стороны' от пути xpy из p не выходит ребер. 'Подрисуем' ребро xy вдоль пути xpy 'с этой стороны' от него. Получим изображение графа G на плоскости без самопересечений.
Рассмотрим теперь случай, когда в графе {\displaystyle G-x-y} найдется θ-подграф.
Из теоремы Жордана следует, что любой плоский граф разбивает плоскость на конечное число связных частей. Эти части называются гранями плоского графа.
Нарисуем без самопересечений на плоскости граф {\displaystyle G/xy}. Изображение графа {\displaystyle G-x-y=G/xy-xy} на плоскости получается стиранием ребер графа {\displaystyle G/xy}, выходящих из вершины xy. Обозначим через {\displaystyle {\bar {C}}} границу той грани (изображения) графа {\displaystyle G/xy-xy}, которая содержит вершину xy графа {\displaystyle G/xy}.
Заметим, что граница грани не может содержать θ-подграфа.
(Это утверждение можно вывести из теоремы Жордана. Другое доказательство получается от противного: если граница грани содержит θ-подграф, то возьмем точку внутри этой грани и соединим ее тремя ребрами с тремя точками на трех 'дугах' θ-подграфа. Получим изображение графа {\displaystyle K_{3,3}} на плоскости без самопересечений. Противоречие.)
Поэтому {\displaystyle G-x-y\neq {\bar {C}}}. Тогда ребра графа {\displaystyle G-x-y-{\bar {C}}} находятся в грани (изображения) графа {\displaystyle G-x-y=G/xy-xy}, не содержащей вершины xy. Значит, граф {\displaystyle {\bar {C}}} разбивает плоскость. Поэтому найдется цикл {\displaystyle C\subset {\bar {C}}}, относительно которого вершина xy лежит (не уменьшая общности) внутри, а некоторое ребро графа {\displaystyle G-x-y-{\bar {C}}} — вне.
Обозначим через {\displaystyle R} объединение всех ребер графа {\displaystyle G/xy}, лежащих вне цикла {\displaystyle C}. (Возможно,{\displaystyle G-x-y-{\bar {C}}\neq R}.) Можно считать, что {\displaystyle R} — подграф в {\displaystyle G} (а не только в {\displaystyle G-x-y}).
Граф {\displaystyle G-R} можно нарисовать на плоскости без самопересечений. Можно считать, что ребра графа G, выходящие из x или y, на изображении графа {\displaystyle G-R} лежат внутри цикла {\displaystyle C}.
Каждая компонента связности графа {\displaystyle G-x-y-R-C} пересекается с {\displaystyle C} не более чем по одной точке.
(Если это не так, то в {\displaystyle G-x-y-R-C} есть путь, соединяющий две точки на {\displaystyle C}. На изображении графа {\displaystyle G/xy} соответствующий путь лежит внутри цикла {\displaystyle C}. Значит, этот путь разбивает внутреннюю часть цикла {\displaystyle C} на две части, одна из которых содержит xy, a другая не лежит в грани, ограниченной {\displaystyle {\bar {C}}}. Поэтому {\displaystyle C\nsubseteq {\bar {C}}} — противоречие.)
Поэтому можно перекинуть внутрь цикла {\displaystyle C} каждую компоненту связности графа {\displaystyle G-x-y-R-C}. Значит, граф {\displaystyle G-R-C} можно нарисовать внутри цикла {\displaystyle C}. Нарисуем {\displaystyle R} вне {\displaystyle C}, как для изображения графа {\displaystyle G/xy}. Получим изображение графа {\displaystyle G} на плоскости без самопересечений.

## Вариации и обобщения
- Теорема Вагнера — другая формулировка теоремы Понтрягина — Куратовского, через миноры.
- Теорема Робертсона — Сеймура.